# Goldfinch
'Goldfinch' est un cultivar de rosier grimpant obtenu en 1907 par le rosiériste anglais George Paul. Cette variété est très présente dans les catalogues internationaux grâce à sa floribondité généreuse et à sa résistance aux maladies du rosier. Il ne doit pas être confondu avec une variété plus récente (Ilsink, 1994) du même nom aux fleurs jaune vif.

## Description
Ce rosier vigoureux et compact peut atteindre 4,50 mètres de hauteur. Il présente des masses de bouquets de petites fleurs semi-doubles (9-16 pétales) de couleur jaune pâle au début, virant au crème ensuite. Ses fleurs en forme de rosettes sont discrètement parfumées. La floraison unique et généreuse a lieu au mois de juin. Ses rameaux sont peu épineux et présentent un feuillage vert clair.
Il préfère une exposition ensoleillée, mais peut couvrir un mur face au nord. Il tolère des températures hivernales de l'ordre de -20°. Il est parfait pour les petits jardins et les espaces limités grâce à son aspect compact et peut se laisser conduire en gros buisson.
Il est issu du pollen du polyantha 'Hélène' (Lambert, 1897) et d'un semis non nommé.

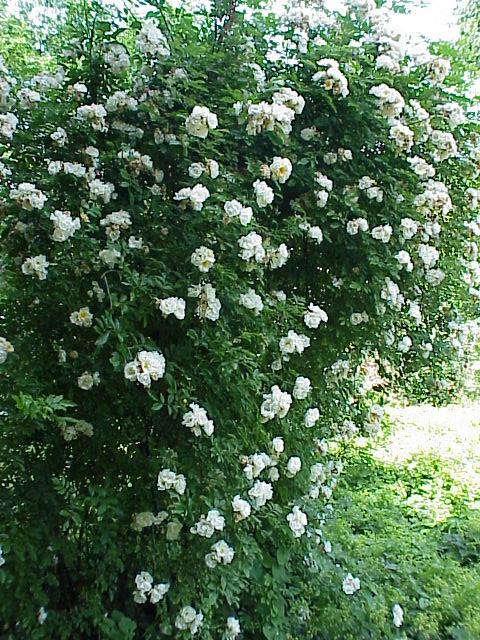
Buisson de 'Goldfinch' en Allemagne.